# Orbitella
Orbitella es un género de foraminífero bentónico considerado un sinónimo posterior de Orbitoides de la subfamilia Orbitoidinae, de la familia Orbitoididae, de la superfamilia Orbitoidoidea, del suborden Rotaliina y del orden Rotaliida. Su especie tipo era Orbitolites media. Su rango cronoestratigráfico abarcaba el Cretácico superior.

## Clasificación
Orbitella incluía a las siguientes especies:
- Orbitella apiculata †
  - Orbitella apiculata var. aplanata †
  - Orbitella apiculata var. segmentoidea †
- Orbitella aplanata †
- Orbitella depressa †
- Orbitella obtusa †
- Orbitella quinquecellulata †